# 彭延年
彭延年，字舜章，號震峯，江西吉安人，北宋政治人物。熙宁年间因反对王安石變法（尤其青苗法）而捲入新舊黨爭被排挤，被貶謫至潮州任知事；元丰六年（1083年）於任內帅兵击溃倭寇入侵，被召回官拜大理寺卿。